# بريغ غيلس (سويسرا)
بريغ غيلس (بالفرنسية: Brig-Glis)‏ هي بلدية تقع في كانتون فاليز في سويسرا. يقدر عدد سكانها بـ 11,882 نسمة .

## المدن التوأمة
مدينة لانجينثال ‏ هي مدينة توأمة لـبريغ غيلس (سويسرا).

## أعلام
- جياني إنفانتينو